# Ennugi
Ennugi var i mesopotamisk mytologi vattendragens gud och kallades ibland "kanalinspektören".